# Jameson (whiskey)
Jameson je značka irské whiskey. Jde o nejprodávanější irskou whiskey na světě. Například v roce 2019 bylo prodáno přes 8 milionů lahví. Je prodávána ve více než 130 zemích. Recepturu vymyslel roku 1780 původně skotský právník John Jameson (1740–1823), jenž byl mj. pradědečkem vynálezce Guglielma Marconiho. Do roku 1971 byla whiskey Jameson destilována v dublinské palírně Jameson Distillery Bow St. (dnes je zde  muzeum whiskey Jameson), poté byla výroba přesunuta do Midletonu v hrabství Cork. Roku 1901 se výrobna přejmenovala na John Jameson & Son. V roce 1966 se spojila s dalšími dvěma tradičními výrobci Cork Distillers a John Powers a vznikla tak společnost Irish Distillers. Roku 1988 ji koupil francouzský konglomerát Pernod Ricard. Whiskey Jameson má čtyřicetiprocentní obsah ethanolu.